# Libanon az 1968. évi nyári olimpiai játékokon
Libanon a mexikói Mexikóvárosban megrendezett 1968. évi nyári olimpiai játékok egyik részt vevő nemzete volt. Az országot az olimpián 6 sportágban 11 sportoló képviselte, akik érmet nem szereztek.

## Birkózás
Kötöttfogású
| Versenyző       | Versenyszám | 1. forduló                          | 2. forduló                          | 3. forduló                    | 4. forduló        | 5. forduló        | 6. forduló        | 7. forduló        | Döntő             | Helyezés    |
| Versenyző       | Versenyszám | Ellenfél Eredmény                   | Ellenfél Eredmény                   | Ellenfél Eredmény             | Ellenfél Eredmény | Ellenfél Eredmény | Ellenfél Eredmény | Ellenfél Eredmény | Ellenfél Eredmény | Helyezés    |
| --------------- | ----------- | ----------------------------------- | ----------------------------------- | ----------------------------- | ----------------- | ----------------- | ----------------- | ----------------- | ----------------- | ----------- |
| Jean Nakouzi    | 57 kg       | Herbert Singerman (CAN) · kétvállas | Rodolfo Guerra (MEX) · 3-1          | Arthur Spaenhoven (BEL) · 3-1 | kiesett           | kiesett           | kiesett           | kiesett           | kiesett           | helyezetlen |
| Hasszan Bechara | +97 kg      | Petr Kment (TCH) · kétvállas        | Constantin Buşoiu (ROU) · kétvállas | kiesett                       | kiesett           | kiesett           | kiesett           |                   | kiesett           | helyezetlen |

## Kerékpározás

### Országúti kerékpározás
| Versenyző           | Versenyszám   | Idő           | Helyezés      |
| ------------------- | ------------- | ------------- | ------------- |
| Tarek Abou Al Dahab | Mezőnyverseny | nem ért célba | nem ért célba |

### Pálya-kerékpározás
Sprintverseny
| Versenyző           | Versenyszám  | 1. forduló                                       | 1. forduló | Vigaszág               | Vigaszág     | 2. forduló             | 2. forduló | Vigaszág               | Vigaszág | Nyolcaddöntő           | Nyolcaddöntő | Vigaszág selejtező     | Vigaszág selejtező | Vigaszág döntő       | Vigaszág döntő | Negyeddöntő          | Elődöntő             | Döntő                | Helyezés    |
| Versenyző           | Versenyszám  | Ellenfelek Győztes idő                           | Hely.      | Ellenfelek Győztes idő | Hely.        | Ellenfelek Győztes idő | Hely.      | Ellenfelek Győztes idő | Hely.    | Ellenfelek Győztes idő | Hely.        | Ellenfelek Győztes idő | Hely.              | Ellenfél Győztes idő | Hely.          | Ellenfél Győztes idő | Ellenfél Győztes idő | Ellenfél Győztes idő | Helyezés    |
| ------------------- | ------------ | ------------------------------------------------ | ---------- | ---------------------- | ------------ | ---------------------- | ---------- | ---------------------- | -------- | ---------------------- | ------------ | ---------------------- | ------------------ | -------------------- | -------------- | -------------------- | -------------------- | -------------------- | ----------- |
| Tarek Abou Al Dahab | Férfi egyéni | Omar Phakadze (URS) · José Pittaro (ARG) · 11,30 | 2.         | visszalépett           | visszalépett | kiesett                | kiesett    | kiesett                | kiesett  | kiesett                | kiesett      | kiesett                | kiesett            | kiesett              | kiesett        | kiesett              | kiesett              | kiesett              | helyezetlen |

Időfutam
| Versenyző           | Versenyszám  | Idő     | Helyezés |
| ------------------- | ------------ | ------- | -------- |
| Tarek Abou Al Dahab | Férfi egyéni | 1:16,18 | 32.      |

Üldözőversenyek
| Versenyző           | Versenyszám  | Selejtező | Selejtező | Nyolcaddöntő | Nyolcaddöntő | Nyolcaddöntő | Elődöntő     | Elődöntő  | Elődöntő | Döntő        | Döntő     | Helyezés |
| Versenyző           | Versenyszám  | Idő       | Hely.     | Ellenfél Idő | Saját idő    | Hely.        | Ellenfél Idő | Saját idő | Hely.    | Ellenfél Idő | Saját idő | Helyezés |
| ------------------- | ------------ | --------- | --------- | ------------ | ------------ | ------------ | ------------ | --------- | -------- | ------------ | --------- | -------- |
| Tarek Abou Al Dahab | Férfi egyéni | 5:35,42   | 21.       | kiesett      | kiesett      | kiesett      | kiesett      | kiesett   | kiesett  | kiesett      | kiesett   | 21.      |

## Sportlövészet
Nyílt
| Versenyző    | Versenyszám | Pont | Helyezés |
| ------------ | ----------- | ---- | -------- |
| Elias Salhab | Trap        | 191  | 18.      |
| Tanios Harb  | Skeet       | 179  | 41.      |
| Spiro Hayek  | Skeet       | 180  | 39.      |

## Súlyemelés
| Versenyző          | Versenyszám | Nyomás   | Nyomás   | Szakítás | Szakítás | Lökés    | Lökés    | Összesen | Helyezés |
| Versenyző          | Versenyszám | Eredmény | Helyezés | Eredmény | Helyezés | Eredmény | Helyezés | Összesen | Helyezés |
| ------------------ | ----------- | -------- | -------- | -------- | -------- | -------- | -------- | -------- | -------- |
| Mohammed Tarabulsi | 67,5 kg     | 112,5    | 15.      | 120,0    | 8.       | 145,0    | 13.      | 377,5    | 14.      |

## Úszás
Férfi
| Versenyző        | Versenyszám | Előfutam | Előfutam | Előfutam | Elődöntő | Elődöntő | Elődöntő | Döntő   | Döntő    |
| Versenyző        | Versenyszám | Idő      | Hely.    | Össz.    | Idő      | Hely.    | Össz.    | Idő     | Helyezés |
| ---------------- | ----------- | -------- | -------- | -------- | -------- | -------- | -------- | ------- | -------- |
| Yacoub Masboungi | 100 m gyors | 1:00,5   | 7.       | 58.      | kiesett  | kiesett  | kiesett  | kiesett | kiesett  |
| Yacoub Masboungi | 100 m hát   | 1:11,6   | 7.       | 34.      | kiesett  | kiesett  | kiesett  | kiesett | kiesett  |

## Vívás
Férfi
| Versenyző     | Versenyszám       | Csoportkör | Csoportkör | Csoportkör        | Csoportkör | Nyolcaddöntő      | Negyeddöntő       | Elődöntő          | Vigaszág a döntőért | Vigaszág a döntőért | Vigaszág a döntőért | Vigaszág a döntőért | Vigaszág a döntőért | Döntő             | Helyezés    |
| Versenyző     | Versenyszám       | 1. kör | 1. kör     | 2. kör            | 2. kör     | Nyolcaddöntő      | Negyeddöntő       | Elődöntő          | 1. kör              | 2. kör              | 3. kör              | 4. kör              | 5. kör              | Döntő             | Helyezés    |
| Versenyző     | Versenyszám       | Ellenfél Eredmény | Hely.      | Ellenfél Eredmény | Hely.      | Ellenfél Eredmény | Ellenfél Eredmény | Ellenfél Eredmény | Ellenfél Eredmény   | Ellenfél Eredmény   | Ellenfél Eredmény   | Ellenfél Eredmény   | Ellenfél Eredmény   | Ellenfél Eredmény | Helyezés    |
| ------------- | ----------------- | --- | ---------- | ----------------- | ---------- | ----------------- | ----------------- | ----------------- | ------------------- | ------------------- | ------------------- | ------------------- | ------------------- | ----------------- | ----------- |
| Souheil Ayoub | Tőr, egyéni       | H. csoport · Roland Losert (AUT) · V · Daniel Revenu (FRA) · V · Russell Hobby (AUS) · V · Jeffrey Checkes (USA) · V · Rodolfo da Ponte (PAR) · GY           | 5.         | kiesett           | kiesett    | kiesett           | kiesett           | kiesett           | kiesett             | kiesett             | kiesett             | kiesett             | kiesett             | kiesett           | helyezetlen |
| Ali Chekr     | Párbajtőr, egyéni | B. csoport · Franz Rompza (FRG) · V · David Micahnik (USA) · V · Hrihorij Krissz (URS) · V · Peter Bakonyi (CAN) · V · José Antonio Díaz (CUB) · GY          | 5.         | kiesett           | kiesett    | kiesett           | kiesett           | kiesett           | kiesett             | kiesett             | kiesett             | kiesett             | kiesett             | kiesett           | helyezetlen |
| Khalil Kallas | Párbajtőr, egyéni | E. csoport · Michel Constandt (BEL) · V · Rudolf Trost (AUT) · V · Bohdan Andrzejewski (POL) · V · Alexandre Bretholz (SUI) · GY · Graeme Jennings (AUS) · V | 5.         | kiesett           | kiesett    | kiesett           | kiesett           | kiesett           | kiesett             | kiesett             | kiesett             | kiesett             | kiesett             | kiesett           | helyezetlen |